# MG 42
MG-42 (Maschinengewehr 42 – Súng máy kiểu năm 1942) là súng máy đa năng hạng nhẹ dùng đạn cỡ 7,92×57mm do Đức Quốc xã thiết kế và phát triển, được chấp nhận trang bị cho Lực lượng vũ trang quân đội Đức Quốc xã (Wehrmacht) vào năm 1942. Khẩu súng này bổ sung, và trong một số trường hợp nhất định, thay thế súng máy đa năng MG 34 trong tất cả các binh chủng của Lực lượng vũ trang Đức. Mặc dù vậy, cả MG-34 và MG-42 đều được sản xuất và trang bị cho đến khi chiến tranh kết thúc.
MG-42 đã được kiểm chứng về độ tin cậy, độ bền, cấu tạo đơn giản và dễ sử dụng, nhưng đáng chú ý nhất là tạo ra tiếng súng gây choáng váng cho đối phương khi bắn chế áp. MG-42 có tốc độ bắn trung bình cao nhất trong các loại súng máy xách tay một nòng, khoảng 1200 phát/phút, tạo ra tiếng súng đáng sợ nghe như tiếng xé vải. Điều này đãn đến biệt danh của nó là "Cưa máy của Hitler". Có các loại súng tự động với tốc độ bắn tương tự, chẳng hạn như súng máy Darne của Pháp, súng máy Gebauer của Hungary, súng máy ShKAS của Liên Xô và súng máy Vickers K của Anh. Tuy nhiên, MG-42 dùng dây đạn và tính năng thay nòng nhanh, cho phép bắn lâu hơn so với những súng máy này.
Dòng súng máy MG-42 vẫn tiếp tục được Tây Đức phát triển sau khi Đức Quốc xã đầu hàng vô điều kiện, tạo cơ sở cho các phiên bản MG-1 (MG-42/59), sau này phát triển thành MG-1A3, và sau cùng là mẫu MG-3 danh tiếng. Sức ảnh hưởng của MG-42 lên các mẫu súng khác nhau của nước ngoài là vô cùng lớn, ví dụ như khẩu MG-51 và SIG MG 710-3 của Thụy Sĩ, MG-74 của Áo, súng máy hạng nhẹ Ameli của Tây Ban Nha, M-60 của Mỹ và MAG 58 (M240) của Bỉ. Rheinmetall MG-3 được nhiều quân đội của nhiều nước trang bị trong thời kỳ Chiến tranh Lạnh và vẫn còn được sử dụng cho đến ngày nay.

## Lịch sử

### Lịch sử phát triển
Trong thập niên 30 của thế kỷ XX, quân đội Đức Quốc xã đã trang bị súng máy MG-34. Súng được coi là súng máy đa năng hiện đại đầu tiên trên thế giới. Việc dễ thay nòng, nạp đạn bằng băng dài hoặc hộp tiếp đạn lớn làm MG-34 có thể bắn lâu hơn rất nhiều so với các súng máy hạng nhẹ khác như Browning M1918 của Mỹ, Type 11 của Đế quốc Nhật Bản, Bren của Anh hay FM 24/26 của Pháp, trong khi nhẹ hơn nhiều so với các súng máy cộng đồng như Vickers và Browning M1917. Súng khá đa năng: có thể nạp đạn từ băng dài hoặc hộp tiếp đạn hình trống, và bắn trên giá súng hạng nặng hoặc bệ súng máy trên xe thiết giáp. Súng thậm chí đã trở thành hỏa khí phòng thủ chủ yếu cho máy bay chiến đấu của Không quân Đức trong phiên bản MG-81, và trang bị trên xe tăng làm hỏa khí thứ cấp trong phiên bản MG-34 Panzerlauf. Tuy nhiên, súng cũng có mặt hạn chế của nó, như nhạy cảm với bụi bẩn và giá thành sản xuất tương đối cao. Một trong những nỗ lực cải tiến súng là MG-34S, dựa trên thiết kế cơ bản năm 1934.
Để giải quyết vấn đề, một cuộc thi đã được tổ chức để tìm ra loại súng máy thực sự thay thế được MG 34. Ba tập đoàn được yêu cầu gửi mẫu thiết kế: Metall und Lackierwarenfabrik Johannes Großfuß AG ở Döbeln, Rheinmetall-Borsig ở Sömmerda, và Stübgen ở Erfurt. Cấc nguyên mẫu được thử nghiệm và đanh giá vào tháng mười năm 1937.  Mẫu thiết kế của Großfuß AG đã chứng minh ưu thế so với các đối thủ, bởi cho đến lúc đó, súng áp dụng cơ cấu lùi ngắn có hãm con lăn độc đáo trong khi hai thiết kế cạnh tranh áp dụng kiểu trích khí. Điều thú vị ở đây là tập đoàn này không có kinh nghiệm về thiết kế chế tạo vũ khí, chỉ chuyên về dập cán các chi tiết thép. Ernst Grunow, một trong những kỹ sư thiết kế hàng đầu của Großfuß AG không hề biết gì về súng máy khi ông được giao nhiệm vụ tham gia dự án, nhưng ông chuyên về công nghệ sản xuất hàng loạt. Grunow tham dự một khóa đào tạo xạ thủ súng máy của quân đội để tự làm quen với các tính chất và đặc điểm của loại vũ khí này, cũng như tìm hiểu chúng từ góc độ binh lính. Ông này sau đó tái thiết kế một hệ thống máy súng do Mauser phát triển lúc đó, kết hợp các tính năng từ những kinh nghiệm khi ông theo học về khóa học xạ thủ súng máy và kinh nghiệm thực chiến của binh sĩ Đức trong giai đoạn đầu Thế chiến II.
Do được cấu tạo hầu hết từ thép dập, chỉ các chi tiết quan trọng nhất được gia công phay, và sử dụng phương pháp hàn và đinh tán để kết nối các phần nên thiết kế này yêu cầu ít nguyên liệu và máy móc hơn để hoàn thiện.Khẩu súng mới yêu cầu ít máy móc hơn nhiều và chế tạo đơn giản hơn - cần 75 giờ làm việc để hoàn thành, trong khi MG-34 cần 150 giờ làm việc (giảm 50%), và chi phí 250 RM so với 327 RM của MG-34 (giảm 24%). Các chi tiết của MG-42 được chế tạo từ thép dập, làm cho súng dễ dàng sản xuất hơn nhiều so với các súng máy khác.
Kết quả là mẫu thử nghiệm MG-39 vẫn tương tự như MG-34 trước đó về tổng thể, một quyết định để duy trì sự quen thuộc cho người sử dụng. Chỉ có thay đổi lớn từ quan điểm của xạ thủ là hoàn toàn loại bỏ hộp tiếp đạn, sử dụng băng đạn dài hoặc băng đạn ngắn 50 viên đựng trong hộp đạn (gắn trên thành hộp khóa nòng), và đơn giản hóa bộ phận ngắm. Tất cả những thay đổi này nhằm gia tăng, duy trì, hoặc kết hợp với tốc độ bắn thực rất cao của súng. Mặc dù được làm bằng các bộ phận tương đối rẻ, nguyên mẫu MG 39 đã được chứng minh là có khả năng chống kẹt máy súng tốt hơn MG 34. Sau khi khoảng 1500 khẩu MG-39 được sản xuất, MG-39/41 được hoàn thiện vào năm 1941 và được mang ra thử nghiệm trong thực chiến.
Súng được chính thức chấp nhận trang bị và được tiến hành sản xuất hàng loạt năm 1942,được đặt tên mới là MG-42. Hợp đồng sản xuất do các hãng Großfuß AG, Mauser-Werke, Gustloff-Werke, và những đối tác khác thực hiện. Số lượng sản xuất trong chiến tranh vào khoảng hơn 400,000 khẩu (17,915 khẩu năm 1942, 116,725 năm 1943, 211,806 năm 1944, và 61,877 năm 1945).

## Các biến thể

### MG-42 củaPhần Lan
Phần Lan đã mua 5 khẩu vào tháng 7 năm 1943 để đánh giá, với 3 khẩu được thử nghiệm cho các đơn vị ở mặt trận. Phần Lan sau đó quyết định sản xuất khoảng 4.000 khẩu được sửa đổi để dùng đạn 7,62×54mmR nhưng chỉ có 1 khẩu từng được sử dụng.

### MG-45/42V
Vào những năm cuối của chiến tranh, sự thiếu hụt về nguyên vật liệu đã khiến Đức Quốc xã tìm cách phát triển một phiên bản mới và kết quả là phiên bản MG-45 (còn được gọi là MG-42V) đã được chế tạo. Súng sử dụng cơ chế nạp đạn bằng phản lực bắn thay vì lực giật khiến cho súng được coi là một khẩu súng khác vì có cơ chế hoạt động khác nhau. Súng làm bằng thép có chất lượng kém hơn, trọng lượng giảm xuống còn 9 kg và vẫn giữ được tay cầm ngang. Các cuộc thử nghiệm lần đầu được thực hiện vào tháng 6 năm 1944, việc phát triển vẫn còn tiếp tục và cuối cùng chỉ có 10 khẩu được chế tạo. Súng đã được thử nghiệm bắn liên tiếp 120.000 viên với tốc độ bắn chu kỳ khoảng 1.350 viên / phút.

### M53
Tại Nam Tư, biến thể của MG-42 được chế tạo tại nhà máy Zavodi Crvena Zastava thuộc sở hữu nhà nước với tên gọi Zastava M53. Súng máy M53 vẫn giữ nguyên các đặc điểm, cấu tạo, thiết kế của MG-42 và vẫn dùng loại đạn 7,92×57mm Mauser nên nhìn chung thì nó không khác MG-42 là bao. MG-42 bị tịch thu ở Nam Tư vào cuối Thế chiến 2 và được Quân đội Nhân dân Nam Tư sử dụng với tên gọi M53/42s cho đến năm 1999. Một số được xuất khẩu sang Iraq vào năm 1980.

### MG-51
MG-51 (Maschinengewehr model M1951) của Thuỵ Sĩ được chế tạo dựa trên phiên bản MG-42 sử dụng loại đạn 7,5×55mm Swiss. Bắt đầu chế tạo vào năm 1950, hầu hết mọi đặc điểm vẫn tương tự như MG-42. Nhiều bộ phận được gia công thay vì dập khiến trọng lượng, độ ổn định và chi phí sản xuất tăng lên. Nhà máy Waffenfabrik Bern đã thay đổi hệ thống khóa từ khóa con lăn sang khóa flapper. Súng có tốc độ bắn 1.000 viên / phút và nặng hơn MG-42 4,4 kg (9,70 Ib) và được chế tạo hoàn thiện, tinh xảo hơn nhiều.

## Tham chiến
Một trong những tính năng của đáng chú ý nhất của MG-42 là tốc độ bắn tương đối cao, khoảng 1200-1500 viên/phút, gấp đôi tốc độ bắn 600 phát/phút của súng máy Vickers của Anh và Browning M1919 của Mỹ. Vì vậy, sự khác biệt và đáng sợ của súng làm Quân đội Mỹ phải làm một bộ phim huấn luyện để hỗ trợ binh sĩ đối phó với các chấn thương tâm lý khi đối diện với MG-42 trong thực chiến. Với tốc độ bắn cao đến mức tai người không thể dễ dàng phân biệt âm thanh của từng viên đạn bắn ra, được mô tả giống như "xé vải", súng được lính Mỹ đặt biệt danh là "Chiếc cưa máy của Hitler" ("Hitler's buzzsaw"), hoặc thô tục hơn là "Phéc-mơ-tuya của Hitler" ("Hitler's zipper"). Lính Liên Xô gọi là "Máy xé thảm trải sàn". Binh lính Đức gọi súng là "Hitlersäge" ("Cưa của Hitler") hoặc "Cưa xương". Súng đôi khi được Quân đội Anh gọi là "Quận Spandau" theo địa chỉ nhà sản xuất được dập trên súng (một số khẩu), giống như tên lóng súng máy MG-08 của Đức trong Thế Chiến I. Mặc dù súng có tốc độ bắn cao, Sổ tay Quân đội Đức (1940) nghiêm cấm việc nã nguyên băng một lần bóp cò và chỉ được duy trì tốc độ bắn thực không quá 300 - 350 viên/phút để tránh việc nòng nhanh mòn và quá nóng, gây ảnh hưởng đến độ bền và độ chính xác của súng.
Tốc độ bắn cao được rút ra từ các thực nghiệm với vũ khí trước đó, với kết luận rằng một người lính chỉ có một khoảng thời gian ngắn để ngắm bắn đối phương, buộc phải nhả đạn với tốc độ cao nhất để làm tăng khả năng bắn trúng. Nguyên tắc này cũng được áp dụng cho súng máy Vickers K lắp trên máy bay. Điều bất lợi của việc áp dụng nguyên tắc này là súng tiêu thụ một lượng đạn rất lớn và nòng nhanh chóng trở nên quá nóng, ảnh hưởng tới việc duy trì tốc độ bắn, thậm chí khả năng bắn của súng.
Phương pháp thay nòng MG-42 không phù hợp với phiên bản thứ cấp hoặc đồng trục bố trí trên xe tăng Đức thời kỳ Thế chiến II, ngoại trừ pháo chống tăng tự hành Jagdpanzer IV. Jagdpanzer IV nguyên bản bố trí hai khẩu MG-42 tiêu chuẩn ở cả hai bên giáp xe trước dành cho pháo thủ chính và trưởng xe, bắn qua khớp cầu có giáp bảo vệ khi không sử dụng (thu súng vào bên trong). Phiên bản Jagdpanzer IV sau này chỉ có một khẩu ở bên trái.

## Sử dụng
- Đức Quốc xã
- Tây Đức
- Đức
- Algérie : Được sử dụng bởi Mặt trận Giải phóng Quốc gia
- Bangladesh: Được lực lượng Mukti Bahini sử dụng trong Chiến tranh Giải phóng Bangladesh
- Bulgaria : Nhận được từ Đức Quốc xã
- Croatia: Đã sử dụng mẫu M53.
- Phần Lan: Chỉ được sử dụng để đánh giá
- Pháp
- Hungary
- Israel
- Cộng hòa Xã hội Ý
- Vương quốc România: Nhận 440 khẩu MG-42 từ Đức năm 1943.
- Áo
- Na Uy: Những khẩu MG-42 cũ của Đức đã qua sử dụng. Hai trong số mười khẩu MG-42 dự định đã được chuyển đổi ở Na Uy thành .30-06 Springfield và được chỉ định là MG42F1. Dự án chuyển đổi đột ngột kết thúc do hầu hết kho dự trữ MG 42 của Na Uy đã được bán ra nước ngoài cùng lúc.
- Bồ Đào Nha: Được gọi là M/944, sau đó được thay thế bởi FN Minimi Mk.3
- Bosna và Hercegovina Đã sử dụng mẫu M53
- Tây Ban Nha
- Tunisia: Được sử dụng trong cuộc khủng hoảng Bizerte.
- Vương quốc Liên hiệp Anh và Bắc Ireland: Tịch thu từ trên chiến trường trong tay quân Phát xít Đức
- Nam Tư: Được sản xuất với tên gọi M53
- Zaire: MG-42 và M53

## Phương thức tác chiến
MG-42 nặng 11,6 kg trong vai trò súng máy hạng nhẹ với giá hai chân, nhẹ hơn và dễ mang vác hơn MG-34. Giá hai chân của súng cũng là loại được sử dụng cho MG-34, có thể gắn vào các vị trí phía trước hoặc giữa súng tùy thuộc vào tình hình thực tế. Đối với vai trò súng máy hạng nặng, súng được lắp trên giá súng hạng nặng Lafette 42. Tổng trọng lượng của súng và giá súng hạng nặng là 20,5 kg. Nòng súng xẻ khương tuyến bộ đa giác (trên 4 khương tuyến), nhẹ hơn và nhanh nóng hơn nòng MG-34, nhưng có thể được thay thế chỉ trong vài giây đối với xạ thủ có kinh nghiệm.
Tổ tác xạ tối ưu cho một khẩu MG-42 gồm sáu người: Chỉ huy, Số 1 - xạ thủ chính mang súng, Số 2 - mang giá súng và tiếp đạn, và các số 3, 4, và 5 mang đạn, nòng thay thế, dụng cụ đào công sự, và các thành phần khác. Chỉ huy, số 1 và số 2 được trang bị súng ngắn để tự vệ, trong khi 3 người còn lại mang súng trường. Phiên chế này thường được giảm xuống còn 3 người: xạ thủ, tiếp đạn (cũng mang cả nòng thay thế), và chỉ thị mục tiêu. Xạ thủ MG-42 thường là hạ sĩ quan (Unteroffizier).
Chiến thuật của Mỹ và Anh trong giai đoạn này tập trung quanh lính mang hỏa khí xung lực, với súng máy làm vai trò trợ chiến. Chiến thuật của Đức Quốc xã ngược lại, với súng máy đóng vai trò trung tâm và lính hỏa khí xung lực đóng hỗ trợ. Điều này có nghĩa là, cùng một phân cấp đơn vị tương đương, Đức triển khai số lượng súng máy nhiều hơn đáng kể so với Quân Đồng minh, và Quân Đồng minh khi tấn công một vị trí phòng thủ của Đức hầu như luôn phải đối mặt với hỏa lực của MG-42. Tổ tác xạ có thể bắn không ngừng, nòng quá nóng buộc phải được thay thế. Điều này cho phép MG-42 tiêu diệt số lượng đối phương nhiều hơn đáng kể so với các súng máy khác. Cả Mỹ và Anh đều huấn luyện cho binh sĩ ẩn nấp trước hỏa lực của MG-42, và tấn công vị trí đặt súng trong khoảng thời gian rất ngắn khi đối phương đang thay nòng. Tốc độ bắn cao của MG-42 đôi khi trở thành một gánh nặng cho chính quân Đức, chủ yếu là ở chỗ nó ngốn đạn quá nhanh. Điều này làm các binh sĩ tác chiến xung quanh liên tục phải mang thêm đạn cho tổ bắn, trở thành nguồn cung đạn dự phòng cho MG-42 khi nguồn cung đạn chủ yếu đã hết.